# Altopiani della Selenga
Gli Altopiani della Selenga (in russo Селенгинское среднегорье?, Montagne centrali della Selenga; in buriato: Сэлэнгын Дунда Хадаатай Орон) sono un'area montuosa della Buriazia e dell'estremità sud-occidentale del Territorio della Transbajkalia, in Russia. Prendono il nome dal fiume Selenga.
Il territorio, di circa 60000 km² si trova nel bacino della Selenga e dei suoi grandi affluenti: Džida, Temnik, Čikoj, Chilok e Uda. Il limite a nord sono le catene Chamar-Daban e Ulan-Burgasy; a est, lo spartiacque di Uda, Vitim e Šilka, confina con l'altopiano del Vitim; a sud-est confina con l'altopiano Chėntėj-Daur; a sud c'è il confine di stato tra Russia e Mongolia; a sud-ovest e ovest, l'area naturale è limitata dal versante settentrionale dei monti Džidinskij e dal versante sud-occidentale dei Malyj Chamar-Daban.
L'altopiano che ha una lunghezza di 350 km e una larghezza di circa 140 km comprende diverse catene montuose con altitudine da 800 m a 2000 m:
- Monti Borgojskij (Боргойский хребет), altezza massima 1240 m
- Burgutuj (Бургутуй), 2000 m
- Zaganskij (Заганский хребет), 1382 m
- Malchanskij (Малханский хребет), 1741 m (parte occidentale)
- Monostoj (Моностой), 1173 m
- Chambinskij (Хамбинский хребет), 1420 m
- Chudanskij (Худанский хребет), 1327 m
- Cagan-Daban (Цаган-Дабан), 1431 m
- Malyj Cagan-Daban (solo i versanti meridionali)
- Ulan-Burgasy (Улан-Бургасы) (solo i versanti orientali e meridionali)

I terreni ad altitudini comprese tra 500 e 700 m presentano castagneti, da 700 a 900 sono tipici del černozëm, da 800 a 1000 alfisol. Due terzi della superficie sono occupati da boschi, prevalentemente di conifere. Ci sono vaste aree di foreste di betulle. Tra le specie vegetali rare spicca l'albicocca siberiana, elencata nella Lista rossa IUCN della Buriazia. La fauna è rappresentata da specie che vivono nelle zone della taiga, della steppa e della steppa forestale del Transbajkal.